# Polzela
Polzela là một khu tự quản (tiếng Slovenia: občine, số ít – občina) trong vùng Savinjska của Slovenia. Polzela có diện tích 34 km2, dân số là theo điều tra ngày 31 tháng 3 năm 2002 là 5417 người. Thủ phủ khu tự quản Polzela đóng tại Polzela.